# Trachelas costatus
Trachelas costatus is een spinnensoort uit de familie van de Trachelidae.
De wetenschappelijke naam van de soort werd in 1885 gepubliceerd door Octavius Pickard-Cambridge.